# Merivale (Tauranga)
Pour les articles homonymes, voir Merivale.
Merivale ou Parkvale (en maori de Nouvelle-Zélande : Tutarawanga) est une banlieue de la cité de Tauranga, dans la région de la Baie de l'Abondance ou Bay of Plenty située dans l’île du Nord de la Nouvelle-Zélande.

## Municipalités limitrophes
La banlieue fut établie après la Deuxième Guerre mondiale, quand 6 fermes familiales  incluant le Merrivale Estate, furent  achetées par des lotisseurs  et subdivisées .
Les résidents locaux et les organisations y font référence comme : la « zone de Merivale ». 
Toutefois, certaines cartes y font aussi référence comme «Parkvale», et des personnels   de la Police de la Nouvelle-Zélande (en) et  les services des pompiers et des urgences de la Nouvelle-Zélande (en)  suivent souvent ces cartes, mais les agences officielles reconnaissent les deux noms.

## Démographie
La zone statistique de « Yatton Park », qui correspond à la localité de Merivale, avait une population de 2 634 habitants lors du recensement de 2018 en Nouvelle-Zélande, en augmentation de 396 personnes (soit 17,7 %) depuis  le recensement de 2013 en Nouvelle-Zélande, et une augmentation de 369 personnes (16,3 %) depuis le recensement de 2006 census.
Il y avait 795 logements. 
On notait la présence de 1 344 hommes et 1 290 femmes donnant  un sexe-ratio de 1,04 homme pour une femme. 
L’âge médian était de 29,4 années (comparée avec les 37,4 ans au niveau national, avec  720 personnes (27,3 %) âgées de moins 15 ans,621 personnes (23,6 %) âgées de 15 à 29 ans, 1 029 personnes (39,1 %) âgées de 30 à 64 ans, et 261 personnes (9,9 %) âgées de 65 ans ou plus.
L’ethnicité était de  55,8 % d’européens/Pākehā,  41,2 % de Māori, 13,0 % de peuples du Pacifique, 9,3 % originaire d’Asie  et 1,5 % d’une autre ethnicité (le total peut faire plus de 100 %  dans la mesure où une personne peut s’identifier avec de multiples ethnicités).
La proportion de personnes nées outre-mer était de 18,8 %, comparée avec les 27,1 % au niveau national.
Bien que certaines personnes objectent à donner leur religion, 47,7 % n’avaient aucune religion, 31,8 % étaient  chrétiens, 1,8 % étaient hindouistes, 1,0 % étaient musulmans, 0,5 % étaient bouddhistes et 10,3 % avaient une autre religion.
Parmi ceux de 15 ans ou plus, 216 personnes (11,3 %) sont bacheliers ou ont un degré plus élevé  et 411 personnes (21,5 %) n’avaient aucune qualification formelle. 
Les revenus médians étaient de 22,800 $, comparés avec les 31,800 $ au niveau national. 
Le statut d’emploi de ceux de plus de 15 ans était pour  807 personnes (soit 42,2 %): employées à plein temps , 303 personnes (15,8 %) étaient à temps partiel et 117 personnes (6,1 %) étaient sans emploi.

## Éducation
- L’école de Merivale school est une école primaire, publique, mixte, pour les  6 premières années d’étude[3] ,[4] avec un effectif 178 élèves en  mars 2021[5].